# 유내시 (평제후)
유내시(劉迺始, ? ~ ?)는 전한 말기의 제후로, 하간헌왕의 후손이다.

## 행적
아버지 유육의 뒤를 이어 평제후(平隄侯)에 봉해졌으나, 전한이 멸망하여 작위가 박탈되었다.

## 출전
- 반고, 《한서》 권15하 왕자후표 下

| 선대 아버지 평제희후 유육 | 전한의 평제후 ? ~ 8년 | 후대 (전한 멸망) |